# Maximilian Beyer (Geistlicher)

Maximilian Beyer, Anfang des 20. Jahrhunderts

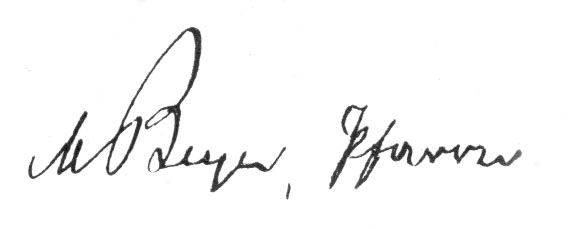
Unterschrift Maximilian Beyer

Maximilian Beyer (* 17. April 1872; † 21. Oktober 1937 in Berlin) war ein deutscher katholischer Geistlicher.

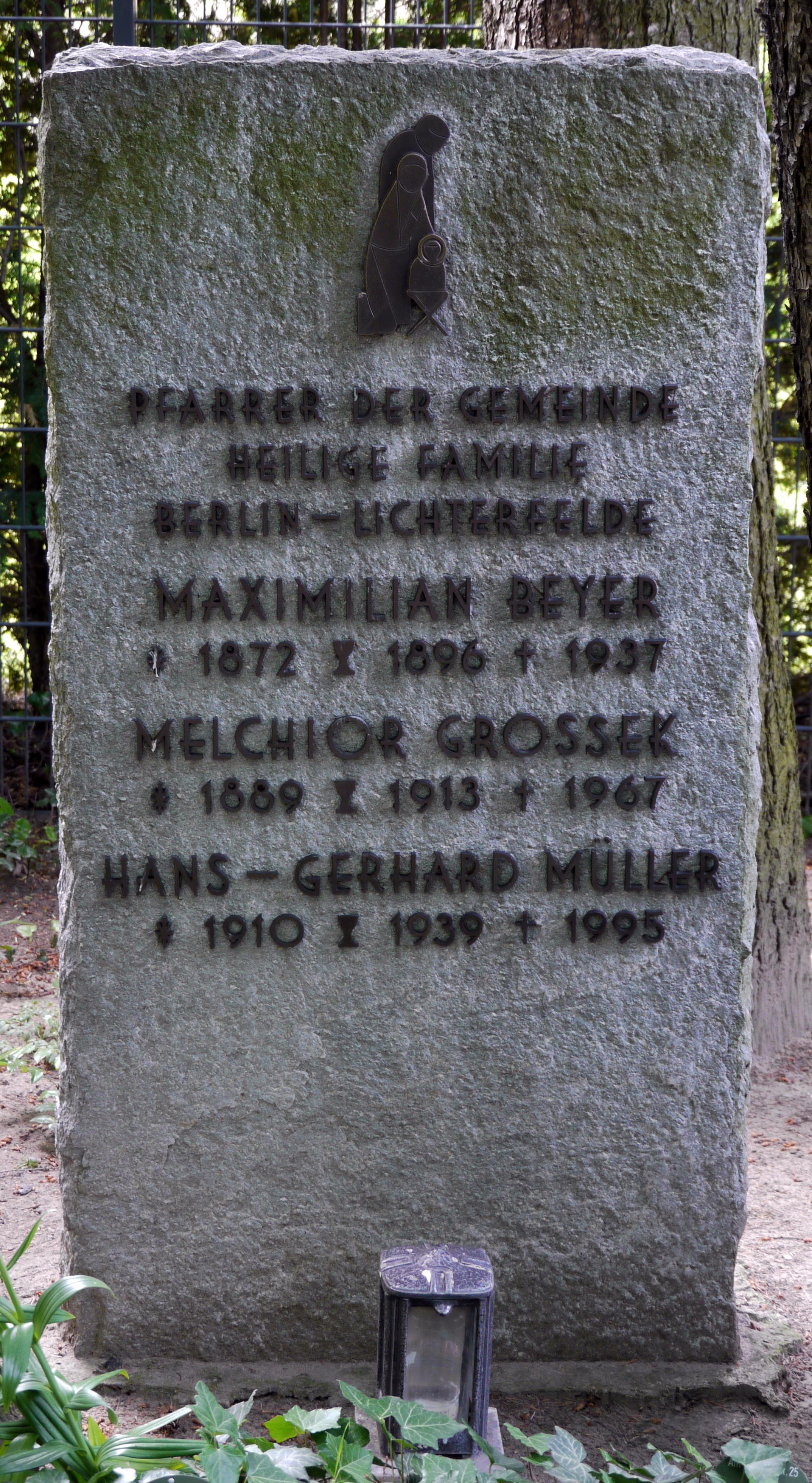
Grabstein von Maximilian Beyer auf dem Sankt-Matthias-Friedhof

## Leben
Maximilian Beyer wurde am 14. Juni 1896 in Breslau zum Priester geweiht. Zunächst war er zwei Jahre lang Kaplan in Friedeberg am Queis und danach in der Rosenkranz-Gemeinde zu Steglitz bei Berlin. Im Juli 1899 ging er als Kuratus von Steglitz nach Groß-Lichterfelde. Er sammelte in ganz Deutschland Spenden für den Bau neuer Kirchen in Berlin und wurde daher auch „Bettelprediger“ und „Bettelkuratus“ genannt. Die Kirche Heilige Familie in Lichterfelde, heute Berlin-Lichterfelde konnte mit seiner Hilfe gebaut werden und wurde am 19. Juli 1904 geweiht. Weil die Gemeinde stetig wuchs, ließ Maximilian Beyer in den darauffolgenden Jahren noch weitere Kirchen im damaligen Gemeindegebiet bauen: In Berlin-Lankwitz die Kirche Mater Dolorosa (geweiht am 22. September 1912), eine provisorische Kirche in Teltow (geweiht am 3. Oktober 1920) und in Lichterfelde-Nord die St.-Annenkirche (geweiht am 14. Juni 1936).
1924 wurde Maximilian Beyer Erzpriester des Archipresbyterates Berlin-Steglitz. Am 1. November 1929 ernannte ihn Papst Pius XI. zum Fürstbischöflichen Geistlichen Rat und am 18. Dezember 1930 zum Geheimen Päpstlichen Kammerherr mit dem Titel Monsignore. Ein Jahr vor seinem Tod wurde er zum Päpstlichen Hausprälaten ernannt.
Maximilian Beyer vertrat die integralistische „Berliner Richtung“ im Gewerkschaftsstreit. Er starb im Sankt-Josefs-Krankenhaus in Berlin-Tempelhof und wurde auf dem Matthiasfriedhof in Tempelhof beigesetzt. In seiner Grablege liegen auch seine beiden Nachfolger als Pfarrer der Gemeinde Heilige Familie, Melchior Grossek und Hans-Gerhard Müller.